# Chef-reliquaire de saint Oswald
Le chef-reliquaire de saint Oswald est un reliquaire fabriqué vers 1185 pour abriter la tête de saint Oswald, roi anglo-saxon de Northumbrie mort en 642. La qualité des matériaux et des techniques utilisées en font un chef d’œuvre de l’orfèvrerie médiévale et pointent vers une commande royale provenant probablement d’un membre de la famille des Plantagenêts. L’œuvre appartient depuis le Moyen Âge à la cathédrale de Hildesheim et est exposée au musée de la cathédrale de Hildesheim.

## Description
Le reliquaire prend la forme d’une boîte octogonale en forme d’édicule coiffé d’une représentation couronné de la tête du saint. L’ensemble mesure 47,5 cm de haut pour un diamètre maximal de 27 cm. Il s’agit d’une taille respectable étant donné qu’à l’exception de l’âme en bois, l’intégralité de l’œuvre est composée de matériaux précieux, notamment d’or, d’argent et d’argent doré, rehaussé de nielle.
Le corps du reliquaire est orné de plaques portant majoritairement des saints rois anglo-saxons représentés en majesté. Les plaques alternent entre personnage doré sur fond d’argent et personnage en argent sur fond doré. Oswald occupe la place d’honneur au centre et est entouré par Adalbert, Edmond le Martyr, Alfred le Grand, Knut le Grand, Édouard le Confesseur, Æthelwald et Sigismond. Chaque personnage est surmonté par une inscription qui l’identifie, mais celles-ci ne sont pas d’origine et datent du XIVe siècle. La base est ornée d’une inscription faisant référence au rôle de Dieu dans le couronnement des rois et une autre inscription évoquant la vie d’Oswald court le long de l’abaque.
Le corps est surmonté d’une toiture en forme de dôme et décorée de tuiles. Les lunettes portent en alternance les symboles des Évangélistes et des quatre rivières du Paradis. L’ensemble est surmonté de la tête du saint en or, avec des yeux en argent aux pupilles de nielle lui donnant un regard perçant. Il porte une barbe fournie et une épaisse chevelure bouclé émerge de sa couronne. Celle-ci n’est pas bien adaptée et semble être une pièce rapportée. Elle est en or et très richement ornée de gemmes, de perles, de plaques d’émaux cloisonnés et d’intailles, ainsi que d’un camée antique sur le front.
Le reliquaire contient un crâne humain enveloppé dans de la soie.

## Historique
Ce reliquaire est très probablement l’un de ceux donnés par Henri le Lion et sa seconde épouse Matilde d’Angleterre à la cathédrale de Hildesheim, ce qui place sa réalisation entre 1185 et 1189. Sa provenance n’est toutefois pas entièrement déterminée : bien qu’il ait pu être réalisé dans la région de Hildesheim, un import d’Angleterre est également envisageable du fait de la thématique abordée et de l’emploi important de la technique du niellage, alors répandue dans l’espace Plantagenêt.
L’objet a fait l’objet d’une restauration partielle en 1779 et est désormais exposé au musée de la cathédrale de Hildesheim.